# Jean Perrot (nhà ngôn ngữ học)
Jean Perrot, tên khai sinh là Jean-Charles Perrot (1925–2011) là một nhà ngôn ngữ học người Pháp chuyên về các nhóm ngôn ngữ Phần Lan-Ugria

## Cuộc đời
Sau khi theo học tại École Normale Supérieure de la rue d'Ulm từ năm 1946, và hoàn thành luận án về ngôn ngữ học tiếng Latinh, và luận án bổ sung về tiếng Hungary, Jean Perrot trở thành trợ lý giáo sư ngôn ngữ học tại Đại học Paris 3 Sorbonne Nouvelle mới thành lập.

## Công trình
- Études de linguistique finno-ougrienne (Peeters, 2005).
- Regards sur les langues ouraliennes: études structurales, approches contrastives, regards de linguistes français 2006
- Dictionnaire Français-Hongrois, 2005 (Từ điển Pháp-Hungary)